# Lorenz Schönberger
Lorenz Adolf Schönberger (* 4. März 1768 in Vöslau; † 10. August 1846 oder 1847 in Mainz) war ein österreichischer Landschaftsmaler und Radierer.

## Leben
Schönberger war der Sohn eines beim Baron Johann von Fries angestellten Kochs. Er war 1782 und 1788 bis 1789 Student an der Akademie der bildenden Künste Wien. Zu seinen Lehrern gehörte Michael Wutky. Nach seiner Ausbildung entfaltete er sein Leben lang eine rege Reisetätigkeit in Mitteleuropa. Er war 1804 in Paris und nahm dort an der  Jahresausstellung teil, 1810 in Frankfurt am Main. In den Jahren 1806 bis 1825 bereiste er Süddeutschland, von 1817 bis 1825 mit Aufenthalten in Italien (insbesondere Rom). 1826 besuchte er Belgien und die Niederlande und wurde Mitglied der Koninklijke Akademie van Beeldende Künsten in Amsterdam. In Wien hielt er sich erst wieder 1830 auf und stellte Werke in St. Anna aus. Anschließend bereiste er England und war 1840 in Rom. Er kehrte jedoch immer wieder nach Wien als seinen Heimatort zurück.
Schönberger war zweimal verheiratet:
- mit der Sängerin Marianna (geborene Marconi, 1785–1882), die Ehe wurde geschieden.
- mit der Freiin Hundbiß von Waltrams aus einer schwäbischen Adelsfamilie.
  - der Sohn Adolf von Schönberger (1804–1880) wurde österreichischer General der Kavallerie.